# 楠川
楠川（くすがわ）は、長野県北安曇郡小谷村および白馬村を流れる姫川水系の河川。

## 地理
北アルプスの白馬乗鞍岳に源を発し、標高約1,900mの栂池自然園を横切り、南東方向へ直線的に流れる。この川の左岸には白馬大池火山の泥流堆積物が広く堆積し、栂池高原と落倉高原のある親の原台地を形成している。右岸は白馬岩岳スキー場のある岩蕈山がそびえ、その前面には松川の河岸段丘および扇状地が広がる。白馬村新田にある伝行山と呼ばれる小丘の北側を通ったところで北東へと向きを変え、峡谷を作って姫川に注いでいる。北アルプス起源の水は非常に冷たく、透明度が高い。
1960年代の石ブームの際には名石の産地の一つとされた。渓流釣りも人気がある。
糸魚川から信州松本方面へと塩を運んだ塩の道（千国街道）は白馬村の切久保と落倉の境で楠川を横断する。この周辺は石畳など、かつての塩の道の風情が残されている。

## 支流
- 南俣川
- 北俣川